# Bandera d'Alemanya
L'actual bandera d'Alemanya va ser adoptada el 23 de maig de 1949 per la República Federal Alemanya; prèviament havia estat utilitzada per la Confederació Alemanya (1848-1866), la República de Weimar (1918-1933) i la República Democràtica Alemanya (1949-1959). Aquesta última va fer servir, entre 1959 i la seva reunificació el 1990, una versió similar que incloïa l'escut d'aquest estat. La Bandera està composta de tres franges horitzontals d'igual grandària en colors negre, vermell i daurat (Schwarz-Rot-Gold en alemany).

## Origen
L'origen de la bandera no està gaire clar. Una de les versions més probables és la que diu que prové de l'ús d'aquests colors per part dels "Freikorps", les tropes alemanyes que van combatre contra Napoleó Bonaparte durant les Guerres Napoleòniques i que duien aquests tres colors als seus uniformes (eren de color negre amb acabats vermells i botons daurats). Una altra teoria apunta a una reproducció dels estendards del Sacre Imperi Romano Germànic consistents d'un camp daurat sobre el qual hi havia una àguila negra. El vermell provindria de l'usat en el bec i les urpes de l'au i hauria aparegut gairebé circumstancialment i tindria un origen similar a la bandera de Bèlgica.
Sigui com sigui l'ensenya va ser adoptada com a símbol nacional per la Confederació Germànica, el 9 de març de 1848. La Schwarz-Rot-Gold, no obstant això, seria reemplaçada el 1866 quan es formés la Confederació Alemanya del Nord, liderada per Prússia al derrotar a Àustria a la Guerra de les Set Setmanes.

## Canvis
Al crear-se aquesta nova confederació, una nova bandera va ser creada barrejant els colors tradicionals de Prússia (negre i blanc) i els dels petits estats de la Lliga Hanseàtica (blanc i vermell). Així, el 25 de juny de 1867 va ser creada una nova bandera que posteriorment seguiria sent utilitzada per l'Imperi Alemany, entre el 1871 i 1919.
Després de la derrota de la Primera Guerra Mundial, l'Imperi va ser dissolt i es va formar la República de Weimar que va reprendre l'antiga Schwarz-Rot-Gold a partir de l'11 d'agost de 1919. No obstant això, la lluita entre monàrquics i republicans per quina bandera utilitzar va durar durant diversos anys fins que es va permetre l'ús de la bandera imperial en les delegacions estrangeres el 1926. El 1933, a l'assumir el poder del país el Partit Nacional Socialista al costat del seu líder, Adolf Hitler, la bandera de la República va ser suprimida i es va mantenir la bandera imperial, la qual va ser reemplaçada des del 15 de setembre de 1935 per la Bandera Nazi, que incloïa una esvàstica negra sobre un disc blanc en un fons vermell. Des d'aquest moment, la bandera del Segon Reich va ser abolida per "reaccionària".
El 1945, el règim nazi va ser derrotat pels aliats durant la Segona Guerra Mundial i el Tercer Reich va ser desmantellat. Després de la victòria aliada, l'ús de banderes nacionals va ser vetat, especialment el símbol de l'esvàstica. No obstant això, les embarcacions navals alemanyes havien de dur algun símbol per a ser identificades en alta mar per la qual cosa va caldre dissenyar un model de bandera basat en el Codi Internacional de Senyals. La bandera de senyals que representava a la lletra C (de "capitulació") va ser utilitzada però amb un tret al costat dret en forma triangular. Aquesta bandera va ser utilitzada fins a 1949, quan els estats de la República Federal Alemanya i de la República Democràtica Alemanya van reprendre l'ensenya negre-vermell-daurat. No obstant això, el 1959, Alemanya Oriental va decidir dissenyar la seva pròpia bandera per a diferenciar-se de la part occidental, la bandera tenia els mateixos colors però al centre tenia un escut amb un martell (símbol dels treballadors industrials) i un compàs (símbol dels intel·lectuals) rodejats per espigues de blat símbol dels agricultors i va ser utilitzada fins a 1990, any en què ambdós estats van ser reunificats sota l'ensenya original.

## Galeria de banderes històriques

Bandera del Sacre Imperi Romanogermànic amb els colors de la qual podria estar basada l'actual bandera d'Alemanya (Schwarz-Rot-Gold).
Bandera de la Confederació d'Alemanya del Nord (1866-1871) i de l'imperi Alemany (1871-1919)i a l'Alemanya nazi que s'utilitzava conjuntament amb la bandera amb l'esvàstica (1933-1935)
Bandera de l'Alemanya Nazi (1935 - 1945)
Bandera de la Marina mercant de l'Alemanya ocupada (1945-1949)
Bandera de la República Democràtica Alemanya (1959-1990)

### Banderes de guerra

Kriegsflagge (bandera de guerra) utilitzada en la Confederació Germànica (1848–1852)
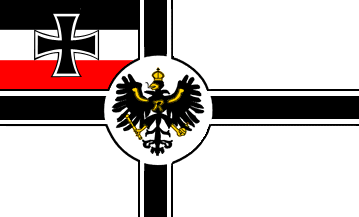
Kriegsflagge (bandera de guerra) de 1903 a 1918
Kriegsflagge (bandera de guerra) de 1933 a 1935
Kriegsflagge (bandera de guerra) de 1935 a 1945

## Banderes alemanyes actuals

### Bandera Estatal

Bandera Estatal

A diferència de la bandera civil, la bandera estatal o federal (Bundesdienstflagge en alemany) té al centre una àguila negre sobre camp daurat, similar a l'ensenya del Sacre Imperi Romanogermànic i al de l'escut d'Alemanya, però no idèntic. Aquest escut es troba lleument desfasat del centre i la seva altura, encara que no està definida oficialment, és aproximadament 7/15 de la grandària de l'altura de la bandera, pel que se superposa lleument a les franges negra i groga i totalment a la vermella.

Kriegsflagge

### Bandera de Guerra
Actualment la bandera de guerra (Kriegsflagge, en alemany), correspon a una versió modificada de la bandera utilitzada per les autoritats federals, ja que posseïx un retall triangular en el costat exterior de la bandera. No obstant això, al llarg de la història, Alemanya ha tingut diversos emblemes per als seus cossos militars i que en general corresponen a versions modificades de les seves banderes nacionals.

### Banderes dels estats alemanys
Cada estat té la seva pròpia bandera.

Baden-Württemberg
Baixa Saxònia
Baviera
Estat de Berlín
Brandenburg
Estat de Bremen
Estat d'Hamburg
Hessen
Pomerània Occidental
Renània-Palatinat
Renània del Nord-Westfàlia
Saarland
Saxònia
Saxònia-Anhalt
Slesvig-Holstein
Turíngia

### Altres Banderes

Bandera de Correus
Bandera de les Olimpíades
Fusió informal de la bandera alemanya amb la turca, utilitzada sovint per la comunitat turca a Alemanya